# Armor Games
Armor Games es un sitio web de portal de juegos que alberga juegos de navegador HTML5 basados en Flash gratuitos en una amplia variedad de géneros, incluidos juegos de aventura, arcade, puzzle y MMO.  Tiene sede en Irvine, California, el sitio fue fundado en 2004 por Daniel McNeely.
Armor Games alberga principalmente juegos Flash y MMO seleccionados, a veces patrocinando sus creaciones. Cada juego es cargado y mantenido por su desarrollador original, y algunos incluyen logros de jugador desbloqueables. En los últimos años, Armor Games ha comenzado a admitir títulos HTML5. Los usuarios pueden chatear dentro del sitio y crear perfiles en línea.
El 3 de marzo, Armor Games reveló que tuvieron una violación de datos en 2019 y que la base de datos se vendió en Dream Market.

## Juegos patrocinados notables
- Aether
- Crush the Castle
- Don't Escape: 4 Days to Survive
- The Fancy Pants Adventures
- GemCraft
- Kingdom Rush
- Shift
- Warfare 1917
- Waterworks!

## Armor Games Studios
Bajo el nombre de Armor Games Studios, la compañía ha comenzado a desarrollar y publicar juegos independientes para Steam, dispositivos móviles y consolas.
| Título                     | Desarrollador(es)        | Género(s)                      | Plataforma(s)                                                      |
| -------------------------- | ------------------------ | ------------------------------ | ------------------------------------------------------------------ |
| Pinstripe                  | Atmos Games              | Acción-aventura                | Microsoft Windows, macOS, Linux                                    |
| Sonny                      | Krin Juangbhanich        | RPG                            | Microsoft Windows, macOS, iOS, Android                             |
| Soda Dungeon               | Afro-Ninja Productions   | RPG                            | Microsoft Windows, iOS, Android                                    |
| Sentry Knight Tactics      | Tyler Myers, Justin Wolf | RPG, Estrategia                | Microsoft Windows, macOS                                           |
| Super Chibi Knight         | PestoForce               | RPG, Acción-aventura           | Microsoft Windows, macOS, Linux                                    |
| The Big Journey            | Catfishbox               | Aventura                       | iOS, Android                                                       |
| Cursed Treasure 2          | IriySoft                 | Estrategia, Tower-defense      | Microsoft Windows, macOS, Linux, iOS, Android                      |
| GemCraft - Chasing Shadows | GameinaBottle            | Estrategia, RPG, Tower-defense | Microsoft Windows                                                  |
| The Adventure Pals         | Massive Monster          | Estrategia, RPG, Plataforma    | Microsoft Windows, macOS, Nintendo Switch, Xbox One, PlayStation 4 |

## Recepción
PC Magazine lo incluyó en 2007 como uno de los 100 sitios web no descubiertos más importantes.  La estación de noticias estadounidense KSTU lo enumeró como uno de los 10 sitios web que consideraban los mejores para encontrar "juegos en línea gratuitos".